# Lijst van burgemeesters van Mariekerke
Dit is een lijst van burgemeesters van de voormalige Nederlandse gemeente Mariekerke van het ontstaan op 1 juli 1966 bij de samenvoeging van (grote delen van) Aagtekerke, Grijpskerke en Meliskerke totdat het op 1 januari 1997 opging in de gemeente Veere.
| Ambtsperiode | Naam burgemeester      | Partij of stroming | Bijzonderheden |
| ------------ | ---------------------- | ------------------ | -------------- |
| 1966         | Jan Lambertus Dregmans | ARP                | waarnemend     |
| 1966 - 1972  | Jakob (J.) de Wolf     | SGP                |                |
| 1972 - 1978  | Cor (C.G.) Boender     | SGP                |                |
| 1979 - 1997  | Jan (B.J.) van Putten  | SGP                |                |